# Ptilocichla leucogrammica
La ratina de Borneo (Ptilocichla leucogrammica) es una especie de ave paseriforme de la familia Pellorneidae endémica de la isla de Borneo.

## Distribución y hábitat
Su hábitat natural son los bosques húmedos tropicales de las tierras bajas de la isla de Borneo y sus pantanos. Está amenazada por la pérdida de hábitat.